# Edisons 2011
De Edisons Pop 2011 werden op 2 oktober 2011 uitgereikt in het Beurs-WTC gebouw in Rotterdam, waar de uitreikingen van 2009 en 2010 ook al hadden plaatsgevonden.
De opzet was dezelfde als in recente jaren: uitsluitend Nederlandse artiesten en producties werden onderscheiden in diverse categorieën, waarbij de Edisons voor Beste album en Beste song door het publiek werden bepaald.
De uitreiking werd gepresenteerd door Daphne Bunskoek, maar voor het eerst in een aantal jaren was de show niet op tv te zien. Optredens werden gegeven door onder andere Guus Meeuwis, Pioneers of Love, Racoon, Happy Camper en Ben Saunders.
De genomineerden werden op 19 september bekendgemaakt door de jury, die onder leiding stond van Leo Blokhuis.
Rob de Nijs ontving zijn vijfde Edison in zijn carrière. De eerste kreeg hij in 1964 en daarna in 1986, 1987 en 2002 (oeuvreprijs). Geen enkele andere artiest heeft zijn of haar gewonnen Edisons over zo'n lange periode uitgesmeerd.
De oeuvreprijs voor Marco Borsato betekende de dertiende Edison voor de zanger, een recordaantal.

## Winnaars
- Man: Rob de Nijs voor Eindelijk Vrij
  - Overige genomineerden: Armin van Buuren voor Mirage en Guus Meeuwis voor Armen Open
- Vrouw: Anouk voor To Get Her Together
  - Overige genomineerde: Marike Jager voor Here Comes The Night en Ilse DeLange voor Next To Me
- Groep: Racoon met Liverpool rain
  - Overige genomineerden: Nick & Simon voor Fier en De Staat voor Machinery
- Nieuwkomer: Krystl met Rolling
  - Overige genomineerden: Ben Saunders voor You Thought You Knew Me By Now en Go Back to the Zoo voor Benny Blisto
- Theater/Kleinkunst: Daniël Lohues voor Hout Moet
  - Overige genomineerden: Ernst Jansz voor Dromen van Johanna en Claudia de Breij voor Wat Ik Zeker Weet
- Beste album: Nick & Simon voor Fier (Publieksprijs)
- Beste song: Ilse DeLange voor Next To Me (Publieksprijs)
- Speciale juryprijs: Happy Camper voor Happy Camper
- Oeuvreprijs: Marco Borsato

Voor de categorieën Beste album en Beste song waren elk twintig titels genomineerd, waaruit het publiek kon kiezen via een stempagina op de site van de Edisons.